# I Don't Think That I Like Her
«I Don't Think That I Like Her» és una cançó del cantant estatunidenc Charlie Puth publicada com a cinquè senzill del seu tercer àlbum d'estudi, Charlie, el 16 de setembre del 2022, a través d'Atlantic Records.
Pel que fa al procés de producció musical del tema, està àmpliament documentat en una sèrie de vídeos del compte de TikTok del cantant. Va néixer el desembre del 2021 i originalment es titulava HER, però el 12 de setembre del 2022 va tornar-hi a fixar l'atenció.
La base instrumental de la cançó compta amb la col·laboració del bateria estatunidenc Travis Barker, segons que ha confirmat l'artista principal. Com gran part de l'àlbum, la cançó parla d'una relació interpersonal i concretament de la ciclicitat que comporten en global, atès que passen sempre de l'enamorament inicial il·lús a sentir que li trenquen el cor.